# Деспла, Александр
Алекса́ндр Мише́ль Жера́р Деспла́ (фр. Alexandre Michel Gérard Desplat; род. 23 августа 1961, Париж, Франция) — французский кинокомпозитор. Лауреат двух премий «Оскар» за фильмы «Отель „Гранд Будапешт“» и «Форма воды», а также семикратный номинант на эту премию («Королева», «Загадочная история Бенджамина Баттона», «Бесподобный мистер Фокс», «Король говорит!», «Операция „Арго“», «Филомена»). Лауреат премии «Золотой глобус» за музыку к фильму «Разрисованная вуаль», премий «Грэмми» и BAFTA за музыку к фильму «Король говорит!». Три раза признавался композитором года «Международной академией саундтреков».
Наиболее известен своими саундтреками к фильмам: «Гарри Поттер и Дары Смерти. Часть 1», «Гарри Поттер и Дары Смерти. Часть 2», «Девушка с жемчужной серёжкой», «Королева», «Разрисованная вуаль», «Золотой компас», «Ларго Винч», «Загадочная история Бенджамина Баттона», «Бесподобный мистер Фокс», «Сумерки. Сага. Новолуние», «Король говорит!», «Мой путь».

## Биография
Александр Деспла родился 23 августа 1961 года. Его отец-француз и мать-гречанка познакомились, когда они оба учились в колледже Беркли (США, штат Калифорния). Вскоре после свадьбы молодожёны переехали во Францию, где и появился на свет Александр. Также у Александра ещё есть две старшие сестры, Мари-Кристин «Кики» Деспла и Розалинда Деспла.
Уже в возрасте пяти лет талантливый мальчик научился играть на фортепиано, а спустя некоторое время освоил трубу и флейту. С раннего детства музыка стала неотъемлемой частью жизни Александра, поэтому в выборе профессии он ничуть не сомневался. Учёба во Франции, а затем и в США положительно повлияла на его музыкальные вкусы. Юного виртуоза интересовало все, от классики до современного джаза и рок-н-ролла, он старался не упускать из виду ни одно событие в мире музыки, постоянно совершенствуя собственный стиль и манеру исполнения.
Дебют Александра Деспла как кинокомпозитора состоялся в 1985 году, когда ему предложили заняться музыкальным оформлением французской кинокартины «Ki lo sa?». Успешно дебютировав, Деспла продолжил писать музыку к фильмам во Франции. Вскоре его заметили и пригласили в Голливуд.
В своём творчестве Деспла не ограничивается сочинением инструментальных композиций для кино. Он также пишет песни, музыку для театральных постановок. Он писал для фильмов с участием Кэтрин Рингер, Шарлотты Генсбур, Джона Хёрта, Кейт Бекинсейл, Валери Лемерсье, Майкла Лонсдейла.
Его лучшие симфонии можно услышать в исполнении Лондонского симфонического оркестра, Королевской филармонии, Мюнхенского симфонического оркестра. В дополнение к исполнению и сочинению, Деспла занимается и преподаванием. В своё время он проводил мастер-классы в Парижском университете и в лондонском Королевском музыкальном колледже. Последний свой мастер-класс на тему «Личная история музыки к фильму» Деспла провёл на 65-м Каннском кинофестивале 19 мая 2012 года.
В настоящий момент Александр Деспла считается одним из самых востребованных кинокомпозиторов мира. В 2019 году он написал музыку сразу к трём кинотеатральным релизам: «Офицер и шпион», «Маленькие женщины» и «Тайная жизнь домашних животных 2». Автор музыки к исторической мелодраме «Эйфель» (2021).
Женат на скрипачке Доминик «Сольрей» Лемоннье, с которой познакомился во время записи музыки к своему первому фильму. У них есть две дочери: Нинон Деспла и Антония Деспла.

## Фильмография, награды и номинации
- Композитор года 2007, 2010 и 2011 по мнению «Международная академия саундтреков/The World Soundtrack Academy»[2].

| Год       | Название фильма                            | Награды/Номинации |
| --------- | ------------------------------------------ | --- |
| 2023      | Город астероидов                           | |
| 2022      | Пропавший король                           | |
| 2022      | Костюм                                     | |
| 2022      | Пиноккио Гильермо дель Торо                | |
| 2021      | Эйфель                                     | |
| 2021      | Французский вестник                        | |
| 2020      | Полночное небо                             | |
| 2019      | Тайная жизнь домашних животных 2           | |
| 2019      | Офицер и шпион                             | |
| 2019      | Маленькие женщины                          | |
| 2018      | Остров собак                               | |
| 2018      | Операция «Финал»                           | |
| 2018      | Курск                                      | |
| 2018      | Братья Систерс                             | |
| 2017      | Форма Воды                                 | Награда: «Золотой глобус» в 2018 году в категории «Лучший саундтрек» Награда: Премия «BAFTA» в 2018 году в категории «Лучший саундтрек» Награда: «Оскар» в 2018 году в категории «Лучший саундтрек» |
| 2017      | Валериан и город тысячи планет             | |
| 2017      | Охотники на троллей: Истории Аркадии       | |
| 2017      | Субурбикон                                 | |
| 2016      | Американская пастораль                     | |
| 2016      | Свет в океане                              | |
| 2016      | Тайная жизнь домашних животных             | |
| 2016      | Марсель (телесериал)                       | |
| 2016      | Флоренс Фостер Дженкинс                    | |
| 2016      | Одни в Берлине                             | |
| 2015      | Девушка из Дании                           | |
| 2015      | Суфражистка                                | |
| 2015      | История сумасшедшего                       | |
| 2015      | Всё будет хорошо                           | |
| 2015      | Страшные сказки                            | |
| 2014      | Годзилла                                   | |
| 2014      | Игра в имитацию                            | Номинация на «Оскар» в 2015 году в категории «Лучший саундтрек» |
| 2014      | Охотники за сокровищами                    | |
| 2014      | Несломленный                               | |
| 2014      | Отель «Гранд Будапешт»                     | Награда: «Оскар» в 2015 году в категории «Лучший саундтрек» |
| 2013      | Филомена                                   | Номинация на «Оскар» в 2014 году в категории «Лучший саундтрек» |
| 2013      | Зулу                                       | |
| 2012      | Хранители снов                             | |
| 2012      | Цель номер один                            | |
| 2012      | Операция «Арго»                            | Номинация на «Оскар» в 2013 году в категории «Лучший саундтрек»; Номинация на «Золотой глобус» в 2013 году в категории «Лучший саундтрек» Номинация на BAFTA в 2013 году в категории «Лучшая музыка» |
| 2012      | Ржавчина и кость                           | Награда: «Сезар» (2013) в категории «Лучшая музыка к фильму» |
| 2012      | Королевство полной луны                    | |
| 2012      | Мой путь (фр. Cloclo)                      | |
| 2011      | Жутко громко и запредельно близко          | |
| 2011      | Резня                                      | |
| 2011      | Мартовские иды                             | |
| 2011      | Гарри Поттер и Дары Смерти. Часть 2        | Номинация на «Грэмми» в 2012 году в категории «Лучший саундтрек» |
| 2011      | Лучшая жизнь                               | |
| 2011      | Дочь землекопа                             | |
| 2011      | Ларго Винч: Заговор в Бирме                | |
| 2010      | Древо жизни                                | |
| 2010      | Гарри Поттер и Дары Смерти. Часть 1        | |
| 2010      | Король говорит!                            | Номинация на «Оскар» в 2011 году в категории «Лучший саундтрек»; Номинация на «Золотой глобус» в 2011 году в категории «Лучший саундтрек»; Номинация Европейской киноакадемии в 2012 году в категории «Лучшая музыка»; Награда: премия имени Энтони Эскуита за достижения в создании музыки к фильму на BAFTA в 2011 году; Награда: «Грэмми»-2012 в категории «Лучший саундтрек» |
| 2010      | Неотразимая Тамара                         | |
| 2009      | Призрак                                    | Награда Европейской киноакадемии в 2010 году в категории «Лучший композитор»; |
| 2009      | Сумерки. Сага. Новолуние                   | |
| 2009      | Бесподобный мистер Фокс                    | Номинация на «Оскар» в 2010 году в категории «Лучший саундтрек»; Номинация на BAFTA в 2010 году на премию имени Энтони Эскуита за достижения в создании музыки к фильму; Номинация на «Грэмми» в 2010 году в категории «Лучший саундтрек» |
| 2009      | Джули и Джулия: Готовим счастье по рецепту | |
| 2009      | Армия преступников                         | |
| 2009      | Пророк                                     | Номинация на «Сезар» в 2010 году в категории «Лучший саундтрек» |
| 2009      | Коко до Шанель                             | Номинация Европейской киноакадемии в 2009 году в категории «Лучший композитор»; |
| 2009      | Шери                                       | |
| 2008      | Загадочная история Бенджамина Баттона      | Номинация на «Оскар» в 2009 году в категории «Лучший саундтрек»; Номинация на «Золотой глобус» в 2009 году в категории «Лучший саундтрек»; Номинация на BAFTA в 2009 году на премию имени Энтони Эскуита за достижения в создании музыки к фильму; Номинация на Сатурн в 2009 году в категории «Лучшая музыка»                                                                   |
| 2008      | Ларго Винч: Начало                         | |
| 2008      | Заложник смерти                            | |
| 2007      | Золотой компас                             | |
| 2007      | Лавка чудес                                | |
| 2007      | Вожделение                                 | Номинация Азиатской киноакадемии в 2008 году в категории «Лучший композитор» |
| 2007      | Близкие враги                              | Номинация на «Сезар» в 2008 году в категории «Лучший саундтрек» |
| 2006      | Разрисованная вуаль                        | Награда: «Золотой глобус» в 2007 году в категории «Лучший саундтрек». |
| 2006      | Королева                                   | Номинация на «Оскар» в 2007 году в категории «Лучший саундтрек»; Номинация на BAFTA в 2007 году на премию имени Энтони Эскуита за достижения в создании музыки к фильму; Награда Европейской киноакадемии в 2007 году в категории «Лучший композитор»; |
| 2006      | Когда я был певцом                         | |
| 2006      | Дублёр                                     | |
| 2006      | Огненная стена                             | |
| 2006      | Алиби                                      | |
| 2005      | Сириана                                    | Номинация на «Золотой глобус» в 2006 году в категории «Лучший саундтрек» |
| 2005      | Казанова                                   | |
| 2005      | Авантюра                                   | |
| 2005      | Заложник                                   | |
| 2005      | Мое сердце биться перестало                | Награда: «Серебряный Медведь» на Берлинском кинофестивале в 2005 году в категории «Лучшая музыка к фильму»; Награда: «Сезар» в 2006 году в категории «Лучший саундтрек». |
| 2005      | Видимость гнева                            | |
| 2005      | Вы будете смеяться, но я ухожу             | |
| 2004      | Пей до дна                                 | |
| 2004      | Корсиканец                                 | |
| 2004      | Рождение                                   | |
| 2003      | Затуманенный взгляд                        | |
| 2003      | Девушка с жемчужной сережкой               | Номинация Европейской киноакадемии в 2004 году в категории «Лучший композитор»; Номинация на BAFTA в 2004 году на премию имени Энтони Эскуита за достижения в создании музыки к фильму; Номинация на «Золотой глобус» в 2004 году в категории «Лучший саундтрек». |
| 2003      | Ненастная погода                           | |
| 2003      | Тристан                                    | |
| 2003      | Страстные тела                             | |
| 2003      | Обет молчания                              | |
| 2003      | Смех и наказание                           | |
| 2002      | 11 сентября                                | |
| 2002      | Осиное гнездо                              | |
| 2001      | Королевы на один день                      | |
| 2001      | Читай по губам                             | |
| 2001      | Дурные манеры                              | |
| 2001      | Врата славы                                | |
| 2001      | Барни и его маленькие неприятности         | |
| 2000      | Защита Лужина                              | |
| 2000      | Амазония                                   | |
| 2000      | Да здравствуем мы!                         | |
| 1999      | От нечего делать                           | |
| 1999      | Королевство обезьян                        | |
| 1999      | Я не виноват                               | |
| 1999      | Тони                                       | |
| 1998      | Минута молчания                            | |
| 1998      | Будем держаться вместе                     | |
| 1998      | Мстители                                   | |
| 1998      | Один шанс на двоих                         | |
| 1998      | Жена космонавта                            | |
| 1997      | У ног женщин                               | |
| 1996      | Любовь плюс...                             | |
| 1996      | Время действовать                          | |
| 1996      | Крик шёлка                                 | |
| 1996      | Lucky Punch                                | |
| 1996      | Никому не известный герой                  | Номинация на «Сезар» в 1997 году в категории «Лучший саундтрек» |
| 1995      | Самый прекрасный возраст                   | |
| 1995      | Поезд свободы (Тысячи)                     | |
| 1995      | Невинная ложь                              | |
| 1995      | Мария-Луиза, или Разрешение                | |
| 1994      | Смотри, как падают люди                    | |
| 1993      | Час свиньи                                 | |
| 1993      | Le tronc                                   | |
| 1992      | Sexes faibles!                             | |
| 1992      | Au nom du père et du fils                  | |
| 1992      | Lapse of Memory                            | |
| 1991      | Семейный экспресс                          | |
| 1989—1990 | Пиф и Геркулес                             | |
| 1985      | Chi lo sa?                                 | |